# مارسيل شنايدر (كاتب)
مارسيل شنايدر (بالفرنسية: Marcel Schneider)‏ هو كاتب فرنسي، ولد في 11 أغسطس 1913 في لوفالوا-بيري في فرنسا، وتوفي في 22 يناير 2009 في باريس في فرنسا.